# Mariánna Zaharíadi
Mariánna Zaharíadi (souvent Marianna Zachariadi, en grec moderne : Μαριάννα Ζαχαριάδη) (née le 25 février 1990 en Grèce et morte le 29 avril 2013) est une athlète chypriote, spécialiste du saut à la perche.

## Biographie
Née de nationalité grecque, elle a été naturalisée chypriote et autorisée à concourir pour ce pays en 2008.
Elle a remporté la médaille d'argent aux Jeux méditerranéens 2009 à Pescara, en battant son record personnel et national à 4,45 m. Dans ce concours, elle a même fait une tentative pour battre le record du monde junior (4,48 m) à 4,50 m.
En 2010, elle remporte la médaille d'argent des Jeux du Commonwealth de New Dehli avec un saut à 4,40 m, devancée aux essais par l'Australienne Alana Boyd. Elle était propre de créer l'exploit en remportant le titre.
Après deux ans de lutte contre le cancer, elle succombe le 29 avril 2013 d'un lymphome de Hodgkin, à l'âge de 23 ans,.

### Palmarès
| Date | Compétition                    | Lieu      | Résultat | Marque |
| ---- | ------------------------------ | --------- | -------- | ------ |
| 2007 | Championnats du monde jeunesse | Ostrava   | 5e       | 4,05 m |
| 2007 | Championnats d'Europe juniors  | Hengelo   | 9e       | 4,10 m |
| 2009 | Jeux des petits États d'Europe | Nicosie   | 1re      | 4,00 m |
| 2009 | Jeux méditerranéens            | Pescara   | 2e       | 4,45 m |
| 2010 | Jeux du Commonwealth           | New Delhi | 2e       | 4,40 m |

### Records
| Épreuve          | Épreuve      | Performance | Lieu     | Date            |
| ---------------- | ------------ | ----------- | -------- | --------------- |
| Saut à la perche | En plein air | 4,45 m NR   | Pescara  | 30 juin 2009    |
| Saut à la perche | En salle     | 4,41 m NR   | Le Pirée | 21 février 2009 |